# Mitlödi
Mitlödi est une localité et une ancienne commune suisse du canton de Glaris, située dans la commune de Glaris Sud.

## Géographie

Photo aérienne prise par Walter Mittelholzer (1918-1937)

Selon l'Office fédéral de la statistique, l'ancienne commune de Mitlödi mesurait 6,23 km2 et comprenait la localité d'Ennetlinth. Elle était limitrophe d'Ennenda, Glaris, Schwanden, Schwändi et Sool.

## Démographie
Selon l'Office fédéral de la statistique, Mitlödi possède 1 000 habitants fin 2022. Sa densité de population atteint 161 hab./km2.
Le graphique suivant résume l'évolution de la population de Mitlödi entre 1850 et 2008 :